# Булак (река)
Булак (тат. Bolaq, Болак) — канал в Вахитовском районе Казани, бывшая протока от озера Нижний Кабан к Казанке. Название произошло от устаревшего татарского слова «болак», означающего «небольшая речка».

## Описание
Длина открытой части 1565 м (с подземной частью более 2 км), ширина 32 м. Общее направление с юго-востока на северо-запад. Открытое русло заканчивается около Казанского кремля, далее проходит под Площадью Тысячелетия к заливу Куйбышевского водохранилища в устьевой части Казанки.
Берега канала наклонные, задернованы (крайние участки — с вертикальными бетонными стенами). Уровень воды непостоянный: в настоящее время уровень воды в озере Нижний Кабан поддерживается на отметке 51,5 м, излишки воды откачиваются из канала насосными станциями в водохранилище.
Улично-дорожная сеть
Вдоль открытой части канала проходят улицы Право-Булачная и Лево-Булачная. Через Булак перекинуто шесть автодорожных мостов (от озера Нижний Кабан):
- Булачный (ул. Татарстан — ул. Пушкина)
- Батуринский (ул. Парижской Коммуны — Университетская ул.)
- Дегтяревский (ул. Г. Камала — ул. Астрономическая)
- Романовский (ул. М. Межлаука — ул. К. Наджми)
- Лебедевский (ул. Т. Гиззата — ул. М. Джалиля)
- Ложкинский (ул. Чернышевского)

Построенный первым подъёмный Жарковский мост не сохранился.

## История
Прежде Булак впадал в Казанку двумя рукавами: одним около крепости Казанского кремля, другим несколько западнее (Гнилой Булак). Булак играл важную роль в истории Казани, защищая крепость от нападений с запада и юго-запада.
Перед заполнением Куйбышевского водохранилища Булак был перекрыт дамбой во избежание повышения уровня воды в озёрах Кабан.